# 白貴人
白貴人（1730年—1803年），柏氏，後作柏佳氏。蘇州平民柏士彩之庶女。初為漢族民籍出身，後為正黃旗包衣第四參領第一旗鼓佐領下人。清朝乾隆帝之貴人，乾隆帝怡嬪的親妹妹。

## 生平
雍正八年六月十七日出生。
乾隆七年，柏氏的家族奉旨入旗，入正黃旗通源佐領下。同年十二月，柏氏隨父母兄弟等人遷居北京。
乾隆十年進宮，應以正黃旗包衣佐領下人的身份，通過內務府選秀入宮，其後可能被送到內廷主位下學規矩，稱為「學規矩女子」，惟暫未見相關記錄。
乾隆十三年正月，已封為柏常在，具體晉封時間不詳，內廷賞賜的記錄也稱其為白常在。
乾隆六十年（1795年）九月初三日，乾隆帝宣示皇十五子顒琰為皇太子，同年十二月，居常在之位長達四十多年的柏氏才象徵性地晉為白貴人。
嘉慶八年五月二十六日，白貴人薨逝，由宫内移至吉安所。嘉慶十年三月十七日，白貴人被葬入清東陵的裕陵妃園寢。

## 家族
乾隆初年，安寧接任蘇州織造之初，已聞知柏家在蘇州居住，著人密訪，當時柏家安分謹慎，不敢多事。乾隆六年四月初十日，乾隆帝下旨讓柏氏的父母前往北京看望怡嬪，後來因柏士彩年已六十九歲，令其夫婦長途往返不可無親人扶侍，而且柏士彩次子併女俱幼，無人照看，所以最後允許怡嬪的父母、兄弟姐妹、兄嫂侄女等八人經水路赴京。同年十月，柏士彩等返回蘇州。安寧在蘇州購買三十間住房，外面門戶局面俱從卑小，供其家十七、八人生活，每月再給二十兩的盤纏銀；安寧命人偷偷在柏家附近查訪，發現柏家與人發生口角後，把怡嬪的兄弟喚進內署，嚴行申飭，安寧擔心柏永吉心志未定，在外邊交遊蕩廢、倚恃內庭，而安排他進滸墅關幫管賬目，並給以衣帽銀兩，除非家中有事，否則不許擅自出署、請假。乾隆七年，柏家奉旨入旗，入正黃旗包衣第四參領第一旗鼓佐領。同年十二月，安寧將柏士彩等十一名親丁，以及九名僕人男婦送到北京；柏永吉、柏永慶每人給予披甲三兩錢糧米石，賞給住房六十一間，地七頃，每年得租銀二百二十兩，取租房二十八間，每月得租銀十兩。
白貴人家族的譜系如下：
- 父：柏士彩，蘇州人，乾隆二十四年十一月病故。
- 嫡母：范氏，乾隆二十四年二月病故。乾隆八年五月十一日，范氏乘轎探親，路經吳縣直街地方，范氏的轎夫碰撞到賣米糕窮民沈四的幼孩，幼孩之母金氏與轎夫口角，還與范氏撕扭，范氏一時忿氣，以沈氏夫妻毆搶為由向知縣姜順蛟提出捉捕他們，但是姜順蛟差人勸范氏回家代為查究。柏士彩又往告安寧，安寧即差人諭吳縣嚴查，吳縣當日拘訊沈四，沈四因不能拘束妻子而被重責三十板，並押令沈四夫婦與柏士彩家服罪。柏士彩續告范氏遺失金簪二枝和珠子四棵，要求將沈四收監。安寧等差人接柏士彩到署反復開導，柏士彩方允寢息[13]。事後，乾隆帝不加罪譴，但要求柏家馬上回京[14]。范氏舊日虛症發作，難以起身，圖拉不時差人看問，送其參藥調理，漸已痊癒，柏士彩和范氏在八月十二日由水路起身回京。
- 生母：妾張氏，乾隆五十四年八月病故。
- 兄弟：柏永吉，原為監生，曾任造辦處郎中兼佐領等職；柏永慶，乾隆二十一年（1756年）丙子科舉人[15]，後改名柏台，原任山東平原縣知縣；柏永瑞，曾在嘉庆年间任山西阳曲县典吏。
- 姐妹：除長姐怡嬪外，柏士彩次女、三女曾於乾隆六年入京，白貴人應為其中一人。
- 侄子：柏華寶，原任山西試用理問；柏華倫、柏華封，均為披甲人；柏華山、柏華玉、柏華書、柏華詩、柏華文，均為閒散。
- 侄孫：克升額、克蒙額、成裕、成善、利格、成德，均為閒散。

## 影视作品
- 電視劇

| 年份 | 劇名   | 演員   | 剧中姓名 | 劇中稱謂 |
| 2018 | 如懿傳 | 黃露露 | 白氏     | 白常在   |